# Amélie Lecointe
Pour les articles homonymes, voir Lecointe.
Amélie Lecointe, née Amélie Le Cointe le 20 novembre 1813 à Brême et morte le 31 janvier 1898 à Paris 16e, est une artiste peintre et copiste professionnelle du XIXe siècle.

## Biographie

### Jeunesse et famille
Amélie Marie Antoinette Le Cointe naît en 1813 à Brême, fille de Jean François Le Cointe et Rosalie Amélie Josèphe Volbracht, son épouse. En 1812, son père, né à Abbeville et alors directeur des postes à Brême, et sa mère, née à Gand et résidant à Bruxelles, se sont mariés dans la capitale belge, reconnaissant un fils né l'année précédente, Charles Jean François Victor.
Dans les années suivantes, la famille s'établit en France, où la graphie de son patronyme devient Lecointe. Un troisième enfant, Eugène Joseph, né en 1817 à Paris, devient plus tard violoniste de l'orchestre de la Société des concerts,.
Dans les années 1840, les Lecointe résident 47 rue des Martyrs,,. 

### Parcours
Élève du peintre Ary Scheffer, Amélie Lecointe présente au Salon des artistes de 1844 un Portrait de Mme L... dans la section Peintures. Elle réside alors encore chez ses parents, rue des Martyrs. Par la suite, elle occupe successivement plusieurs ateliers à Paris, notamment 49 rue de Douai, 29 rue Clauzel et 9 rue Léonie.
Vers 1849, elle devient copiste et réalise de très nombreuses reproductions de scènes religieuses, peintes par des artistes de renom tels qu'Andrea del Sarto, Giannicola di Paolo, Guido Reni, Eustache Le Sueur, Bartolomé Esteban Murillo ou Léonard de Vinci. Ces copies sont destinées à être déposées dans différentes églises de France,.
À la rubrique « Peintres-artistes » de l'annuaire du commerce, son nom apparaît pour la dernière fois en 1879.
Amélie Lecointe meurt à 84 ans en 1898, dans son domicile parisien du 11, rue Chardon-Lagache. Elle est inhumée trois jours plus tard au cimetière de Montmartre (division 14),.

## Œuvres
(liste non exhaustive)
- Portrait de Mme L..., Salon de 1844[5]
- 1856 : La Vierge, l'Enfant Jésus, sainte Élisabeth, le petit saint Jean Baptiste et deux anges, dit La Sainte Famille aux anges, HST, SD ; dim. renseignements : rectangulaire vertical. Église Saint-Pierre-ès-Liens à Mayrinhac-Lentour (Lot). Copie commandée par l'État, payée 800 francs. N° inv : FNAC PFH-1471. Ce tableau est aujourd'hui disparu[réf. nécessaire].
  - d'après le tableau de D'Agnolo di Francesco dit Andrea del Sarto (1487-1530) qui en avait reçu commande de François Ier, exécuté vers 1515-1516 et conservé au Louvre (INV 713)[15].
- 1860 : Le Christ remettant les clés à saint Pierre, HST, SD ; dim. h=343 cm × l=218 cm. Copie commandée par l'État pour l'église de Tournay mais la commande fut annulée et c'est Alexandre Legrand qui vit son tableau déposé dans ce bâtiment.
  - d'après le tableau du peintre italien Guido Reni (1575-1642) exécuté vers 1620-1625 et conservé au Louvre (INV 526)[16]. Cette œuvre est une des plus copiées au XIXe siècle.
- 1872 : Le Baptême du Christ, HST, S ; dim. h=70 cm × l=120 cm. Commande du département de la Seine en 1872 pour l'église Saint-Gilles de Bourg-la-Reine (Hauts-de-Seine) ( inventaire supplémentaire de 1991)[17].
  - d'après le tableau de l'atelier de Giannicola di Paolo (1484-1544), exécuté vers 1500-1550 et conservé au Louvre (MI 562)[18].

## Musées et monuments
- Église Saint-Pierre-ès-Liens de Mayrinhac-Lentour (Lot)
- Église Saint-Gilles de Bourg-la-Reine (Hauts-de-Seine )